# Feria del espárrago

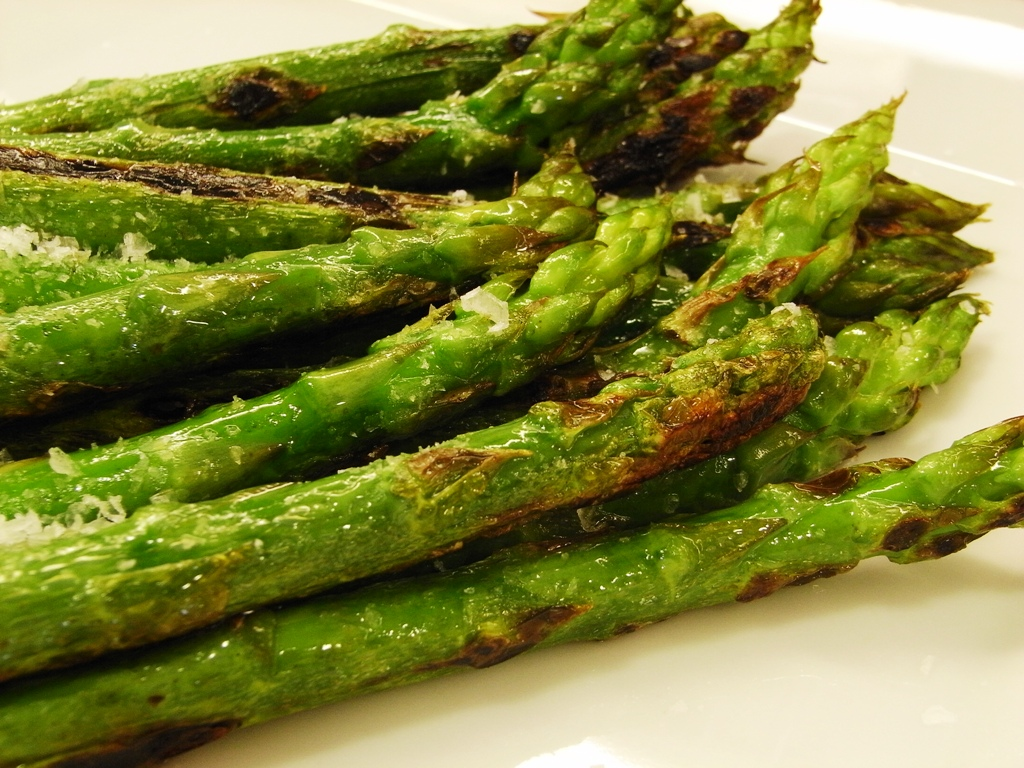
Trigueros

La feria del espárrago es una jornada gastronómica celebrada en el municipio de Sierra de Yeguas (Málaga) España.
Como su nombre indica, el espárrago es el protagonista y se ofrece a vecinos y visitantes en diferentes platos como tortilla, revuelto, a la plancha, en paella o en conserva. Se celebra anualmente en el mes de abril. La fiesta se complementa con un mercadillo de productos artesanales así como concursos y actuaciones musicales.